# Wadi Degla SC
Wadi Degla Sporting Club (Standard-Arabisch: نادي وادي دجلة الرياضي, DMG Nādī Wādī Diǧla ar-Riyāḍī; ägyptisches Arabisch: نادى وادى دجله), auch kurz Wadi Degla, ist ein ägyptischer Fußballverein mit Sitz in Kairo. 2009/10 stieg er zum ersten Mal in seiner Geschichte in die ägyptische Premier League auf.

## Geschichte
Wadi Degla schrieb 2009/10 Geschichte in der zweiten Liga Ägyptens. Das Team besiegte El-Sekka El-Hadid 3:1 am letzten Spieltag der Saison, um zum ersten Mal in seiner Geschichte den Aufstieg auf das höchste Fußballliga in Ägypten, die ägyptische Premier League, zu erreichen. 2014 trat der Verein in dem CAF Confederation Cup an und scheiterte in der zweiten Runde an Djoliba AC aus Mali.

## Kooperationen
Wadi Degla hat eine große Jugendfußballakademie. Der Verein hat eine enge Beziehung zum englischen FC Arsenal und seiner Jugendakademie. Weitere Klubs mit denen Kooperationen bestehen, sind die SK Lierse in Belgien und Ergotelis aus Griechenland.

## Erfolge
- Ägyptischer Vizepokalsieger: 2013